# MÁV-Baureihe M32
Die MÁV-Baureihe M32 war eine 1972 entwickelte und an die MÁV und verschiedene Industriebetriebe gelieferte dreiachsige Diesellokomotive, die für leichte Personenzüge und den mittleren Verschubdienst vorgesehen war. Eingesetzt waren die Lokomotiven auf nichtelektrifizierten Strecken mit mittlerer Belastung. 2011 waren sie nur noch vereinzelt im Einsatz.

## Geschichte
Die M32 entstand 1973 als Weiterentwicklung der M31 bei Ganz-MÁVAG. Von dieser wurde die Art der Kraftübertragung übernommen, erhielt jedoch einen Achsantrieb mit Gelenkwellen.
Sie führten vor allem Rangierarbeiten durch und waren durch ihre Geschwindigkeit von 60 km/h und die Ausrüstungen für die elektrische Zugheizung für den Nebenbahndienst geeignet. Insgesamt wurden 56 Lokomotiven für die MÁV gebaut und als Reihe M 32.2001-2056 bezeichnet. Ungefähr 20 der als GANZ DHM 6 bezeichneten Lokomotiven wurden zusätzlich für Industriebetriebe gefertigt, diese erhielten die Bezeichnung A 28.
Mittlerweile wird die M32 bedingt durch Streckenstilllegungen und Verkehrsrückgänge nicht mehr benötigt. Sie ist nur noch gelegentlich auf Fahrzeugausstellungen zu sehen. Erhalten blieben die M 32 2055 und die M 32 2040. Auch einige Maschinen der Industrieversion waren 2014 noch in Betrieb.

## Technische Beschreibung
Die M32 ist eine dreiachsige Diesellokomotive mit Mittelführerstand und beidseitigen unsymmetrischen Vorbauten. In diesen sind die weitgehend von der M31 übernommenen Elemente der Kraftübertragung untergebracht.
Im Führerstand sind zwei Bedienstände für den Lokführer diagonal je nach Fahrtrichtung platziert. Als Antriebsmaschine wurde ein Achtzylinder-Viertakt-Dieselmotor vom Typ Ganz-Jendrassik 8 Jv 17/24 gewählt, der bei 1250 min−1 257 kW (350 PS) leistete. Die Kraftübertragung erfolgt hydrodynamisch mit einem Getriebe aus zwei Strömungswandlern. Die Lokomotive ist mit Rangiergang für 22 km/h und Streckengang mit 60 km/h ausgerüstet. Das Öl für die hydrodynamische Kraftübertragung wird durch einen Wärmetauscher mit Wasser gekühlt. Die Hilfsbetriebe wurden im Wesentlichen von der M31 übernommen, dazu kam die Ausrüstung mit elektrischer Zugheizung. Der erforderliche Strom wurde von einem Heizgenerator mit 70 kVA bei 1500 Volt geliefert.